# In Case You Didn't Know Tour
In Case You Didn't Know Tour è il primo arena tour del cantautore inglese Olly Murs per promuovere il suo secondo album In Case You Didn't Know. Iniziato il 1 febbraio ed terminato il 29 febbraio 2012 nel Regno Unito e Irlanda.

## Tracce
1. Anywhere Else
2. Change Is Gonna Come
3. Thinking of Me
4. Tell the World
5. On My Cloud/I Need a Dollar
6. This Song Is About You
7. Busy
8. I'm OK
9. I Don't Love You Too
10. Just Smile
11. In Case You Didn't Know
12. It Must Be Love
13. Play Off
14. One Step Beyond
15. Dance With Me Tonight
16. Oh My Goodness
17. I Need You Now
18. Sex Machine
19. Papa's Got a Brand New Bag
20. Get Up Offa That Thing
21. I Got You (I Feel Good)
22. Heart on My Sleeve
23. Please Don't Let Me Go
24. Heart Skips a Beat

## Date
| Data             | Città            | Stato            | Luogo             |
| Parte 1 — Europa | Parte 1 — Europa | Parte 1 — Europa | Parte 1 — Europa  |
| ---------------- | ---------------- | ---------------- | ----------------- |
| 1º febbraio 2012 | Cardiff          | Regno Unito      | Motorpoint Arena  |
| 4 febbraio 2012  | Londra           | Regno Unito      | O2 Arena          |
| 7 febbraio 2012  | Brighton         | Regno Unito      | Brighton Centre   |
| 10 febbraio 2012 | Birmingham       | Regno Unito      | LG Arena          |
| 11 febbraio 2012 | Londra           | Regno Unito      | Wembley Arena     |
| 12 febbraio 2012 | Sheffield        | Regno Unito      | Motorpoint Arena  |
| 13 febbraio 2012 | Nottingham       | Regno Unito      | Capital FM Arena  |
| 15 febbraio 2012 | Bournemouth      | Regno Unito      | Bournemouth BIC   |
| 18 febbraio 2012 | Manchester       | Regno Unito      | Manchester Arena  |
| 19 febbraio 2012 | Liverpool        | Regno Unito      | Echo Arena        |
| 21 febbraio 2012 | Aberdeen         | Regno Unito      | ECC               |
| 24 febbraio 2012 | Newcastle        | Regno Unito      | Metro Radio Arena |
| 25 febbraio 2012 | Glasgow          | Regno Unito      | SECC              |
| 28 febbraio 2012 | Belfast          | Regno Unito      | Belfast Odyssey   |
| 29 febbraio 2012 | Dublino          | Irlanda          | The O2            |